# Besloten hofje

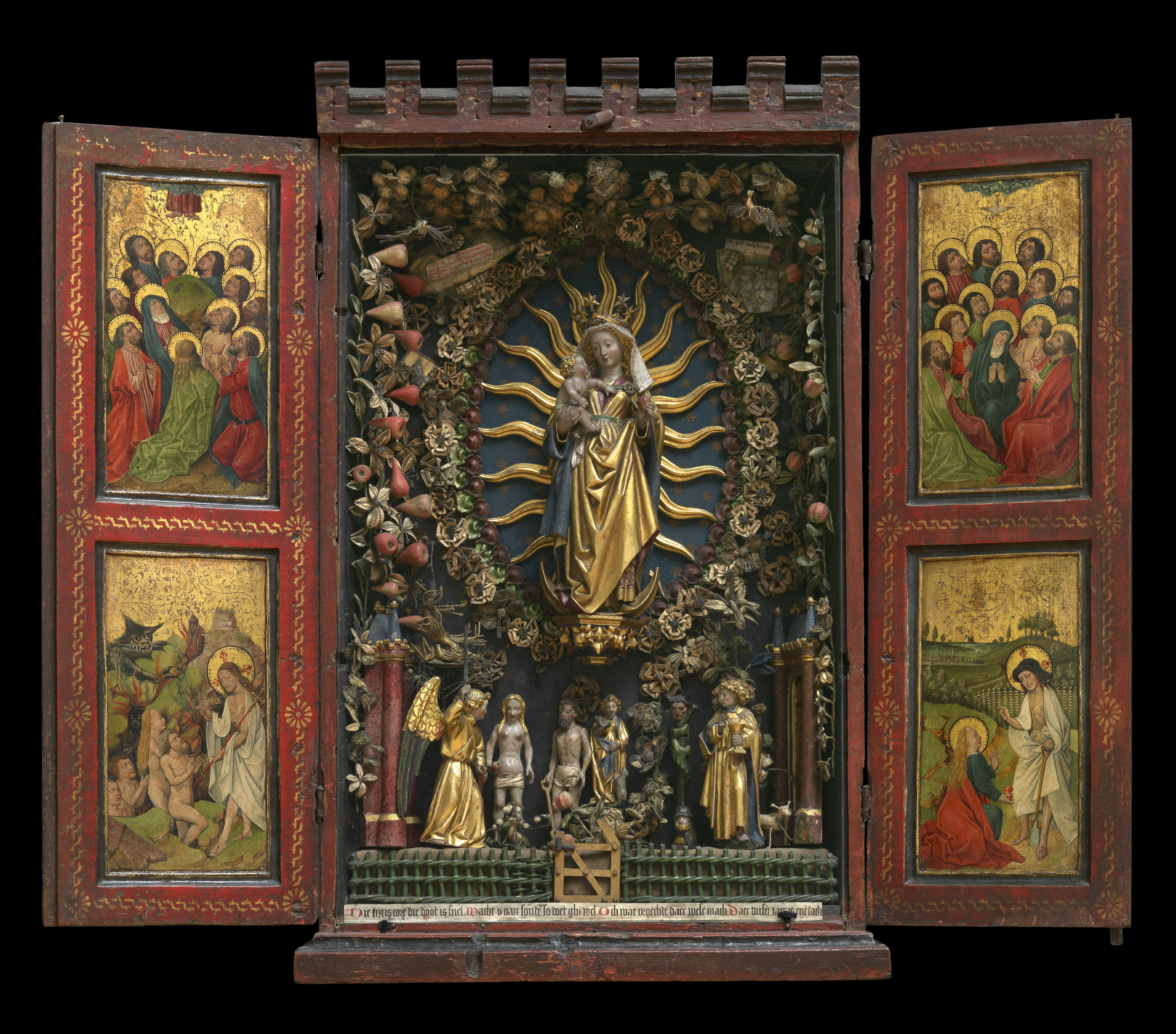
Besloten hofje, Koninklijk Museum voor Schone Kunsten Antwerpen

Een besloten hofje of beloken hofje (verwijzend naar de hortus conclusus) is de naam van een type gesneden retabelkast die bestaat uit een ondiepe houten bak met daarin een aantal gebeeldhouwde figuurtjes en decoratieve en devotionele voorwerpen, die een religieuze voorstelling weergeven, gekaderd in een tuin.

## Typische kenmerken
Een besloten hofje geeft een voorstelling van een afgesloten tuin. Meestal wordt onderaan een lage afscheiding weergegeven met een hekje erin. Dit gesloten poortje is de symbolische voorstelling van de geslotenheid van de tuin. De houten bak is gevuld met groen en kleurrijk materiaal, veelal stof, gouddraad, pijpaarden elementen, verpakte relieken en wassen medaillons. Inhoudelijk is het meestal zeer doordacht.

## Inhoud
De naam van dit type kunstwerk verwijst naar de hortus conclusus, ‘besloten tuin’ uit Hooglied, een van de boeken uit de Hebreeuwse Bijbel. In Hooglied 4:12 bezingt de bruidegom zijn bruid als een hortus conclusus. De voorstellingen die worden weergegeven kunnen ook op andere religieuze beelden betrekking hebben: de uitdrukking 'besloten tuin' of 'besloten hof' kan verwijzen naar de Hof van Eden, een tuin in of gelijk aan het Paradijs uit Genesis; het woord 'paradijs' is afgeleid van het oud-Perzische woord pairidaēza, "het omheinde".
De verwijzing naar het Paradijs wordt vormgegeven door wild woekerende planten en bloemen die vaak aanwezig zijn in de besloten hofjes. Sommige symbolen komen vaak terug in de besloten hofjes: de eenhoorn als symbool voor kuisheid en maagdelijkheid, druiventrossen als symbool voor God de Vader, de Zoon (Christus) en de Heilige Geest, en het Lam Gods.

## Situering
Besloten hofjes zijn voornamelijk afkomstig uit het Maas-Rijn gebied. Zo zijn er vandaag nog gelijkaardige reliekschrijnen te vinden in Diest (Stadsmuseum De Hofstadt), Geel, Mechelen en Bergen. De uitwerking van deze reliekschrijnen kent zijn hoogtepunt in de late vijftiende en zestiende eeuw. Traditioneel gezien worden de besloten hofjes gesitueerd binnen een vrouwelijk religieuze context. De grootste samenhangende groep is afkomstig uit de omgeving van Mechelen. Deze verzameling bestaat uit zeven besloten hofjes die lange tijd het eigendom van de Onze-Lieve-Vrouw-Gasthuiszusters Augustinessen waren. Of deze zusters ook betrokken waren bij de realisatie van deze schrijnen is echter onduidelijk. Wel is duidelijk dat de schrijnen grote gelijkenissen met elkaar vertonen. Naast de vrouwelijk religieuze context bevonden zich ook hofjes in privéverzamelingen en publieke religieuze instellingen.

## Conservatie- en restauratieproject
De bekende besloten hofjes van Mechelen bevinden zich reeds enige tijd in fragiele conditie. Daarom werd er in 2014 een conservatie- en restauratieproject gelanceerd. Dit project wordt uitgevoerd door een team van tien conservatoren-restauratoren elk met hun eigen specialisatie (textiel, glas, papier en perkament, hout …). In oktober 2014 werd van start gegaan met het voorbereidend onderzoek voor drie van de zeven besloten hofjes en nadien volgde de restauratie. Vanaf juli 2018 werden de volledig gerestaureerde besloten hofjes opgenomen in de permanente opstelling van het Museum Hof van Busleyden.
Dat de Mechelse besloten hofjes uniek erfgoed zijn werd bevestigd door hun opname op de lijst van Vlaamse topstukken in 2012. Dit houdt in dat ze erkend zijn als zeldzaam en onmisbaar en onder meer niet zomaar buiten Vlaanderen mogen gebracht worden.

## Galerij met de besloten hofjes in hetMuseum Hof van Busleyden

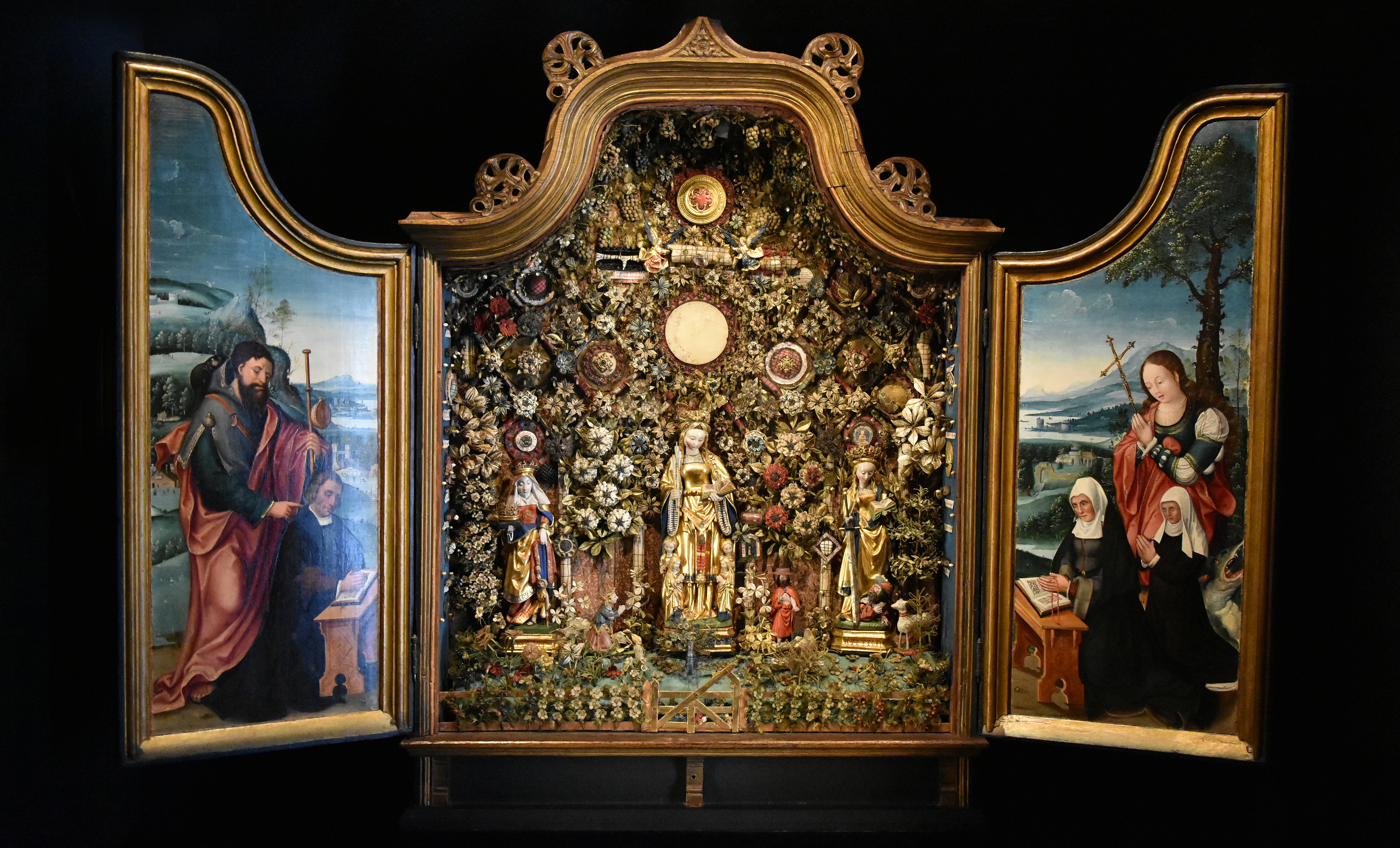
Besloten Hofje met H. Elisabeth, Ursula en Catharina
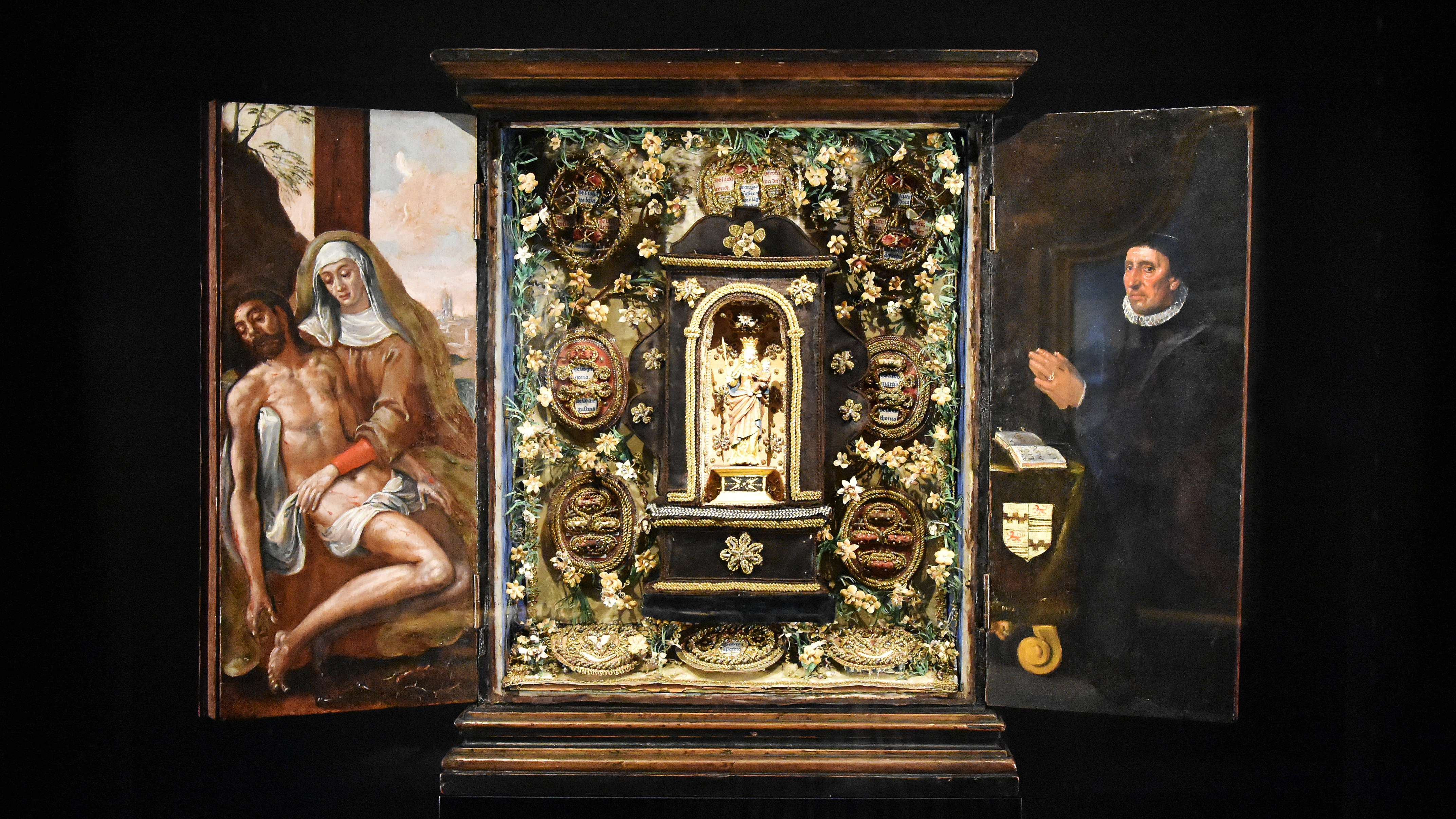
Besloten Hofje met Madonna
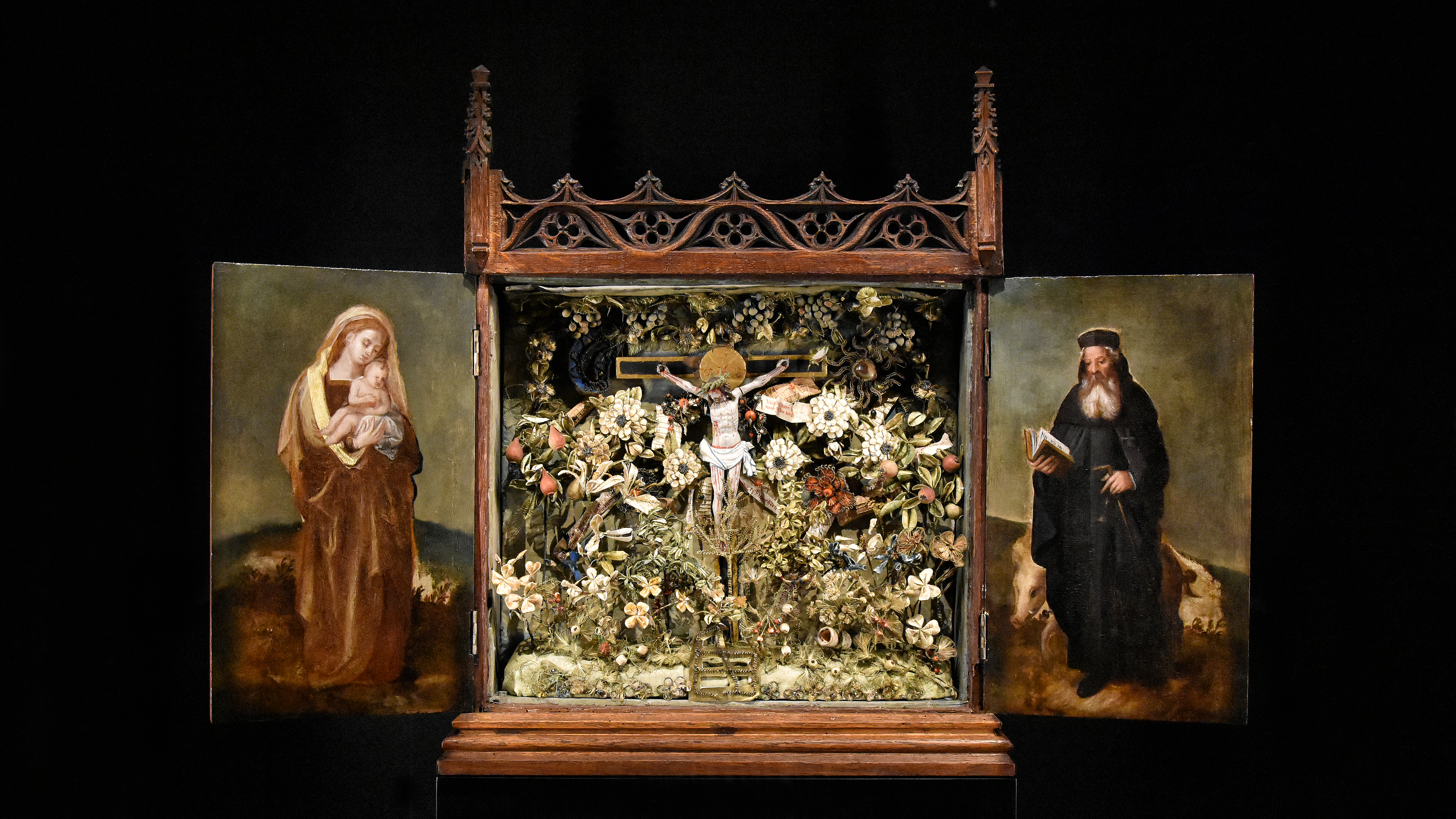
Besloten Hofje met Calvarie
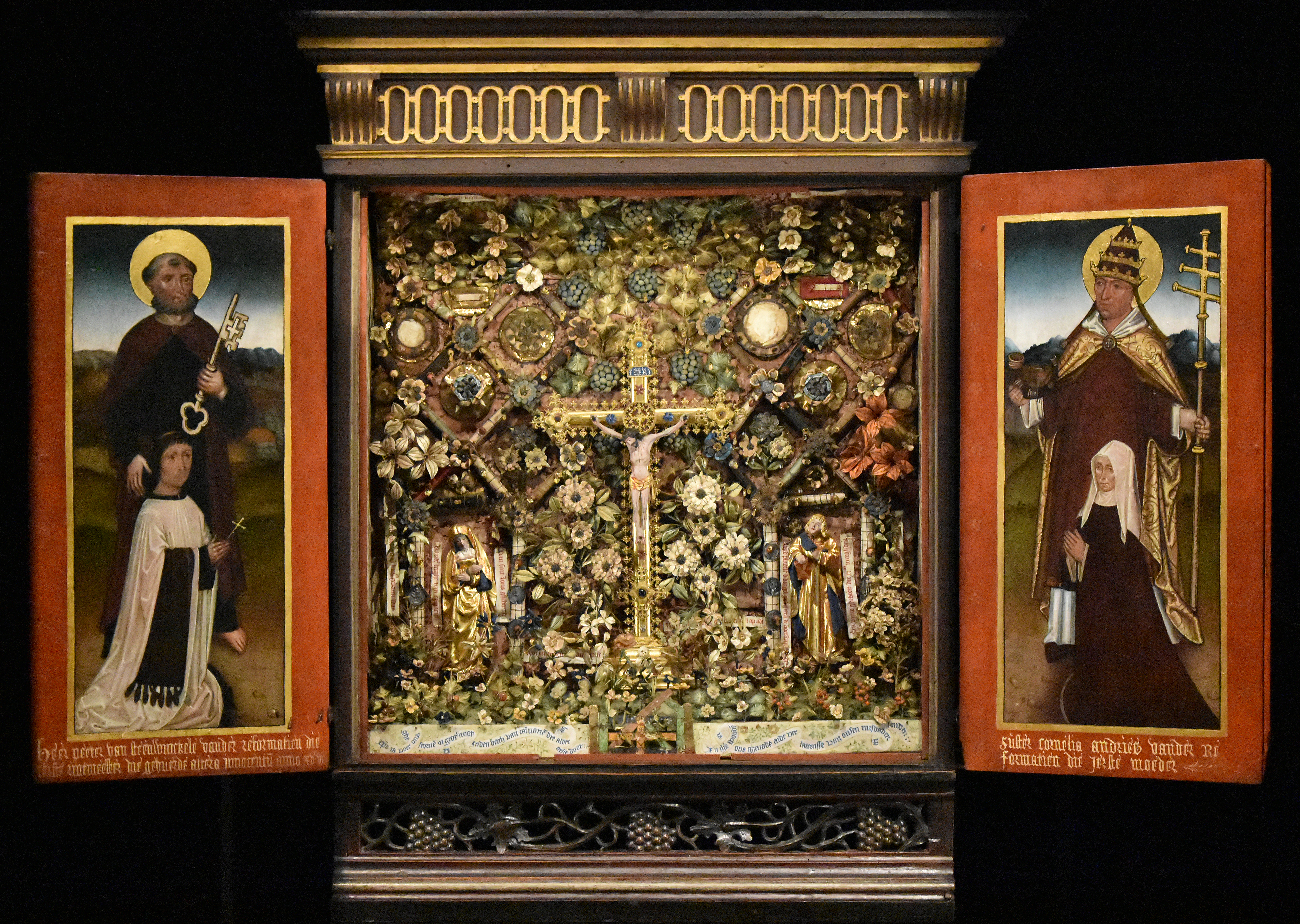
Besloten Hofje met Calvarie, H. Maagd en Johannes de Doper
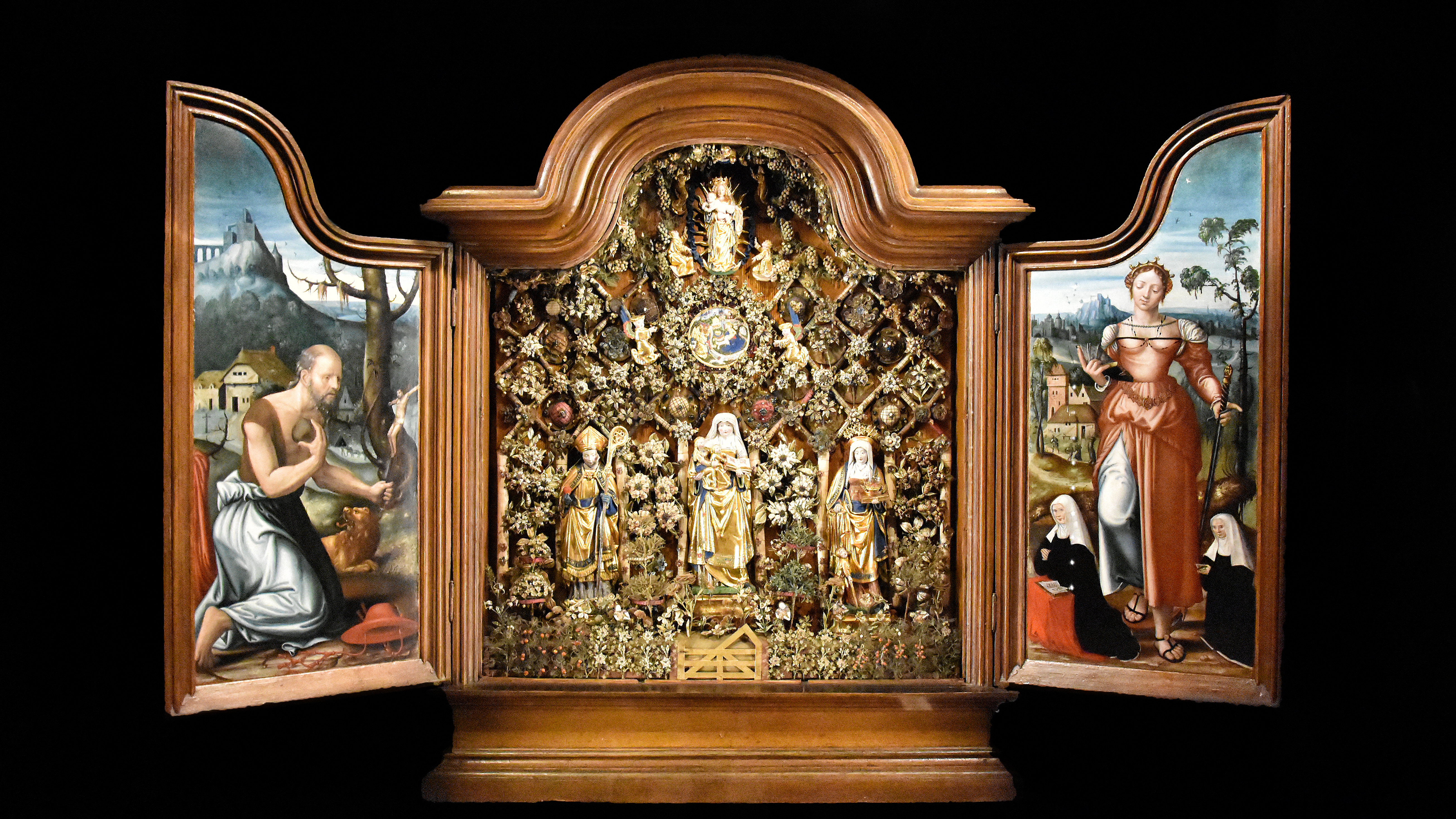
Besloten Hofje met H. Augustinus, Anna te Drieën en Maria en Kind
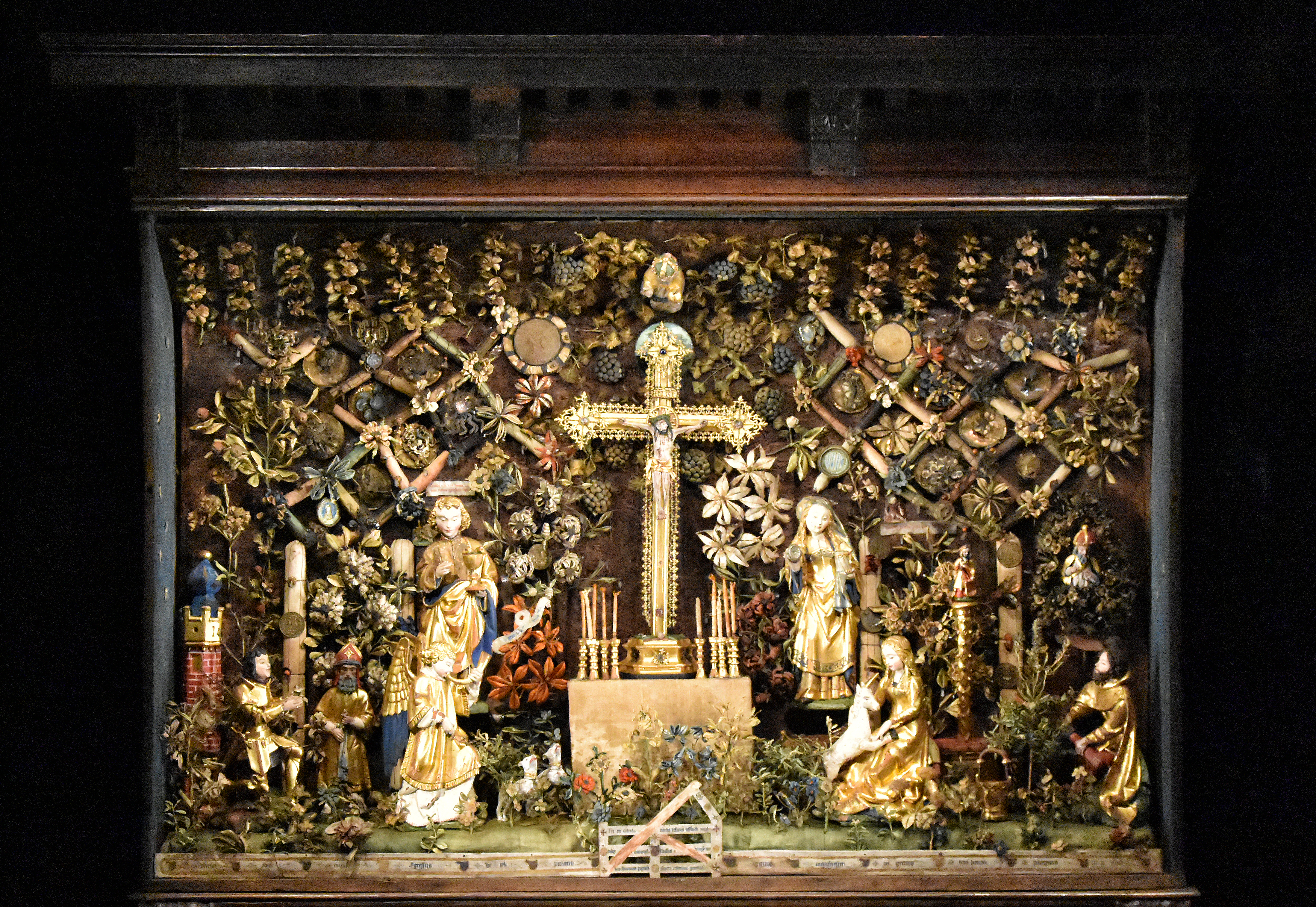
Besloten Hofje met Calvarie en jacht op de eenhoorn

Mijn ogen, mijn gedachten zijn wispelturig wanneer ik naar een Besloten Hofje kijk. Ik heb geen vat op het volledige verhaal, vaak zie ik veel verhalen door elkaar. Ik verlies mezelf in de details, in de passie waarmee ze zijn gemaakt. Ik probeer hun geheim te ontrafelen. Bovenal voel ik de vertaling van het Hooglied; vleselijk verlangen gesublimeerd in rijke druiventrossen, weelderige gouden en andere kleurrijke bloemen, bloeiende planten waarin stampers en meeldraden zichtbaar worden en rijpe zaden die openbarsten alsof ze ejaculeren. Dit is wat ik zie. Eigenlijk kijken we naar devoot vrouwelijk handwerk, polychrome beelden en ander ambachtswerk. Deze veelheid aan materialen en technieken verbloemen een verborgen verlangen dat mij nieuwsgierig maakt.
— Berlinde De Bruyckere